# 2023년 전미자동차노조 파업
2023년 전미자동차노조 파업은 다음의 사람들과 관련된 노동 쟁의였는데 그들은 노동조합인 전미자동차노조(유에이더블유)의 자동차 노동자들이고 미연방의 세 회사들의 노동조합 노동자들—포드 자동차 회사, 제너럴 모터즈, 그리고 스텔란티스이다. 이 세 자동차 공장들은 전체적으로 약 십4만5천 명의 유에이더블유 조합원들을 고용하고 미연방에서 해마다 제조되는 자동차의 약 50퍼센트를 생산하는데, 미연방 국내총생산의 1.5퍼센트를 차지한다. 파업은 2023년 9월 15일에 시작했는데, 노조가 세 자동차 회사들과 협상에 이르지 못 했을 때이다. 그것은 노조 역사상 세 자동차 회사들에 맞선 첫 삼중三重 파업이었다.

새로 선출된 유에이더블유 대표 숀 페인에 의해 채택된 강경 기조는 유에이더블유의 파업 결정에 영향을 주었다. 특히, 그는 물가상승분을 반영하지 않는 변하지 않는 임금을 비판해왔고 초보 노동자들에게 낮은 임금을 주는 차등 고용체계의 종식을, 2007–2008년 금융위기의 결과로 빼앗겼던 잔업 및 퇴직 수당의 부활을, 주4일제 근무제의 도입을, 전기차 생산 증가에 따른 공장 폐업에 대처하는 강화된 노동자 보호를 요구해왔다.
자동차 노동자의 주요 관심사는 노동 비용인데 국내외의 노조가 없는 경쟁 회사와 관련해서인데, 특히 전기차 생산으로의 산업 전환과 관련해서 말이다. 자동차회사들은 그들이 그들의 이익의 상당 부분을 투자할 필요성을 느낀다고 말해왔는데 내연기관 차에서 전기 차를 위한 새로운 생산 기술에의 투자 말이다.

파업은 10월 마지막 주에 중단되었는데 자동차회사들이 큰 틀에서 유에이더블유 요구에 맞는 임시 협상안을 제시했을 때인데, 10월 25일에 포드를 시작으로, 10월 28일에 스텔란티스로 이어졌고 마지막으로 10월 30일에 제너럴 모터즈를 마지막으로 말이다.
자동차회사와의 협상을 알리면서, 유에이더블유는 노동자들이 업무에 복귀하도록 지침을 내렸는데, 그렇게 10월 30일에 46일간의 노동쟁의를 끝내면서 말이다. 새로운 협상안은 유에이더블유의 지회 조합원에 의해 승인되는 과정 중에 있는데, 그런 첫 투표가 82퍼센트 찬성으로 가결되면서 말이다.

## 배경

### 전미자동차노조
노동조합 전미자동차노조(유에이더블유)는 약 14만5천 명의 자동차 노동자들을 대표하는데 포드 모터 컴퍼니, 제너럴 모터즈, 그리고 스텔란티스에 고용된 노동자들 말이다. 그것의 목적을 달성하기 위해서, 유에이더블유는 파업 행동에 들어갔는데;
1945년 11월부터 1946년 3월까지, 유에이더블유는 제너럴 모터즈를 상대로 파업에 들어갔다. 1945—1946년 파업은 전략을 세웠는데, 당시의 유에이더블유 대표 월터 루서에 의해서인데, 하나의 회사에 역량을 집중하는 전략 말이다. 1950년대 이후로, 유에이더블유는 줄어드는 노조 조합원들과 늘어나는 서비스 영역을 마주해왔는데, 파업이 가질 수 있는 경제적 영향을 감소시키면서 말이다. 2019년에, 유에이더블유 자동차 노동자들은 제너럴 모터즈를 상대로 파업에 들어갔다. 40일간의 업무 중단은 제너럴 모터즈에 36억 미국 달러의 비용을 발생시켰고 미시간에서 한 분기 동안의 침체를 유발했다.

### 협상 논의
2023년 3월에, 새로 선출된 유에이더블유 대표 숀 페인은 노동자들이 "현 상황에 신물이 나"있다고 말했고 그는 노동자들의 계약에의 변화를 위해 협상할 것이라고 다짐했다. 페인은 9월 14일에 종료되는 현재의 협약을 앞두고 물가상승분을 반영하기 위한 생계비지수 조정을 요구했고 2007–2008년 금융 위기 때 못 했던 임금 인상을 요구했다. 조합원들은 다음 두가지에 관심을 표현해왔는데 신규 노동자들이 기존 노동자들보다 상당히 적은 임금을 받는 2단계 임금 체계를 폐지하는 것이고, 국내 공장 건설이다. 페인은 4월에 '자동차 언론 협회'에서 그의 변하지 않은 감정을 드러냈는데, 일리노이 벨비디어의 벨비디어 조립 공장의 협상 부진에 실망감을 드러내면서 말이다. 덧붙여서, 합작 배터리 공장의 노동자들이 직면하는 임금 삭감을 그는 비난했는데 기존 공장의 노동자들과 비교했을 때의 삭감 말이다.

2023년 5월이 되자, 파업의 가능성이 협약 회의장에 드리워졌다. 6월의 인터넷 방송에서, 페인은 그의 목적을 재확인했고 자동차 제조사들이 임금 인상 없이 그들의 이윤을 늘리는 것을 비판했다. 협상 논의에 이르는 가능한 선택지로서의 파업 행동을 페인은 계속해서 남겨두었다. 협상 논의는 7월 14일에 시작되었다. 협상 전체에 걸쳐서, 페인은 인터넷으로 조합원들에게 공유해왔는데, 한 자동차회사의 제안서를 카메라에 쓰레기로 던지는 것을 포함해서 말이다.
8월 15일에, 페인은 파업 투표를 알렸는데; 그것은 8월 27일에 97퍼센트 찬성으로 압도적으로 통과되었다. 유에이더블유는 다음의 것들을 요구해왔는데 그것은 46퍼센트 시급 인상으로 귀결되는 즉각적인 20퍼센트 인상과 매년 점진적 인상, 전통적 연금 지급 제도와 퇴직자 건강 보험의 부활, 주4일제, 일자리 보호, 전기차로의 보상적 전환이다. 페인은 유에이더블유 요구들이 많다고 인정했지만 그것들이 정당하다고 주장하는데, 2007년 이후 임금 삭감의 취소에 대해 요구하면서 말이다.

## 파업의 과정
9월 14일에, 페인은 발표했는데 유에이더블유가 포드 모터 컴퍼니, 제너럴 모터즈, 그리고 스텔란티스를 상대로 동시에 파업할 것이라는 것이었는데 노조의 역사상 처음으로 말이다. 처음의 파업은 다음의 것들에 집중했는데 포드 모터 컴퍼니가 소유한, 미시건 웨인의 미시건 조립 공장; 스텔란티스가 소유한, 오하이오 톨레도의 톨레도 단지; 제너럴 모터즈가 소유한, 미주리 웬츠빌의 웬츠빌 조립 [공장]이다. 약 만3천 명의 노동자들이 9월부로 파업에 들어갈 것이다. 처음의 제한된 범위는 파업 자금을 늘리는 것으로 노조가 정한다. 세 공장들은 그것들의 수익 때문에 선택되었다.
9월 19일에, 페인은 협상 논의에 대한 새로운 최종 시한을 정했다. 만약에 9월 22일 금요일까지, 협상 논의가 큰 폭으로 진전되지 않는다면, 새로운 몇몇 공장들이 파업에 참여할 지도 모른다.
이 전략은 페인에 의해 "일어서기" 파업이라고 명명되어왔는데, 이 전략으로 더 많은 공장들의 노동자들이 파업에 참여할 것인데 협상이 진전하지 않는다면 말이다. 이 전략은 새로운 형태의 순차 파업으로 불려져왔는데, 그 파업에서 회사나 업계의 단위들이 다양한 수위로 파업하는데, 동시에 전부 파업하는 대신에 말이다. 전형적으로, 단위들이 일시적으로 정해지는데, 확대하지 않고 작업장들 안에서 이동하면서 말이다. 이런 경우에, 파업은 작업장에서 작업장으로 계속 확장했다.
9월 22일에, 파업은 확장했는데 5천6백 명의 노동자들이 38곳의 부품 공급 공장들에서 파업하면서인데 스텔란티스와 지엠이 운영하는 공장 말이다. 파업은 포드가 운영하는 시설 어떤 것도 포함하지 않았는데, 페인은 말했다: "우리는 포드에서 어느 정도 진정한 성과를 이루어왔다. 우리는 … 포드가 그들이 협상을 하는 것에 대해 진지하다는 것을 보여주고 있다는 것을 인정하길 원한다. 지엠과 스텔란티스에서는, 상황이 다르다." 페인은 또한 다음과 같이 말하면서 바이든 대통령으로 하여금 지지를 표명해달라고 초대했다, "우리의 요구를 지지해서 선전활동 장소에서 우리와 결합하는 모든 사람을 우리는 초대하고 지지하는데 우리의 친구들과 가족부터 모든 사람들에 걸쳐 미연방의 대통령까지 말이다.” 몇 시간 후에, 바이든은 26일에 미시건을 방문하는 그의 의지를 발표했는데, “선전활동 장소에 가서 유에이더블유의 남성과 여성과 연대하여 서있기 위해서인데 그들이 만드는데 기여하는 가치의 공정한 분배를 위해 그들이 싸울 때 말이다.” 파업은 9월 29일에 7천 명의 더 많은 노동자들로 더 넓게 확장되었는데: 포드의 시카고 공장의 4천6백 명 그리고 지엠의 랜싱 델타 타운십 공장의 2천3백 명이다.
10월 11일에, 포드의 켄터키 트럭 공장의 더 많은 8천7백 명의 유에이더블유 노동자들이 작업장을 떠나 파업에 참여하였다.
10월 23일에, 6천8백 명의 더 많은 노동자들이 스텔란티스의 스털링 하이츠 공장에서 파업을 했는데, 유에이더블유가 스텔란티스의 최근의 제안을 세 회사들 중 최악이라고 보면서 말이다. 다음날, 10월 24일에, 지엠의 알링턴 공장의 약 5천 명의 노동자들이 파업에 동참했다.

### 임시 협약 체결과 파업의 중단
10월 25일에, 임시 협약이 유에이더블유와 포드 간에 체결되었는데; 그것은 다음의 것들을 포함하는데 첫 해의 11퍼센트 임금 인상, 그리고 4.5년 계약에 걸친 임금의 전체 25퍼센트 인상, 5천 달러의 [협상] 타결 상여금 그리고 생계비지수 조정이다. 생계비지수 조정을 포함할 때, 전체 임금은 30퍼센트 인상이 될 수도 있다. 협약의 일부가 진행됨에 따라, 모든 파업 노동자들 [중에] 협약이 승인되는 동안 포드 노동자들은 업무에 복귀할 것이다. 삼일 후인, 10월 28일에, 유에이더블유는 스텔란티스와의 비슷한 임시 협약을 발표했는데; 같은 날, 지엠의 스프링 힐 제조 공장의 4천 명의 노동자들이 뒤따라서 파업에 참여했는데, 페인과 제너럴 모터즈 최고경영자 매리 바라가 참여했다고 알려진, 10월 27일의 심야 회의에도 불구하고 말이다. 10월 30일에, 유에이더블유는 제너럴 모터즈와의 협약 타결을 발표했는데, 그것은 파업의 중단과 모든 파업 노동자들의 업무 복귀로 이어졌다.

모든 세 곳의 협약들은 또한 임금의 차등 체계를 폐지했는데, 그 체계에서 몇몇은 ‘임시 노동자’로 분류되었고 더 낮은 임금을 받았었다. 예를 들어, 이전에 시간당 16.67달러를 받았던 포드의 임시 노동자는 이제 무기직으로 분류될 것이고 시간당 24.91달러의 최저임금을 받을 것이다. 2023년이나 그 이전에 취업한 사람들은 그들이 계속 일한다면 계약이 끝날 때에 시간당 40.82달러를 받을 것인데, 해가 지남에 따라 최대의 근속년수에 다가감에 따라서 말이다. 모든 세 곳의 협약이 노조원들의 승인[절차]로 넘어가는데; 파업에 들어갈 첫 공장인, ‘900 지회’에서 첫 투표가 시행되었는데, 82퍼센트의 조합원들이 그 협약에 찬성으로 투표했다.

## 전기차로의 전환과 경쟁력에 대한 주장
자동차 회사들은 주장하는데 정부 규제에 대응하기 위해서 그리고 경쟁력을 갖추기 위해서 그들이 전기차 생산으로 전환할 필요가 있다고 그리고 이 전환은 그들의 수익 중 수십억 달러를 재투자를 요구할 것이라고 말이다. 포드는 2023년에 그것이 그것의 전기차 사업에서 45억 달러를 잃을 것이라고 발표했다.
해외의, 기존legacy 공장과 국내의 공장은 테슬라, 리비언, 그리고 루시드와 같은, 오직 전기차만 생산하는 그들은 그들의 차를 비노조 노동자들로 생산한다. 전기차만 생산하는 테슬라의 노동 비용은 시간당 45달러다. 두번째로 큰 자동차 회사인, 토요타는, 시간당 55달러의 노동 비용을 지출한다. 현재 유에이더블유 노동 비용은 시간당 65달러다. 웰즈 파고는 추정하는데 유에이더블유가 제안한 협약은 평균 노동비용을 시간당 136달러로 올릴 것이라고 말이다. 포드, 지엠, 그리고 스텔란티스는 주장하는데 제시된 유에이더블유 협상안은 그들이 전기차로 전환할 경우에 경쟁력을 갖추지 못 하도록 그리고 외국 자동차 회사와 경쟁하지 못 하도록 할 것이라고 말이다.
2022년에, 조 바이든 대통령 정부는 인플레이션 감축법을 통과시켰는데, 그것은 국내 전기차 제조에 대한 연방 자금 지원과 세금 혜택을 포함했다. ‘아틀랜틱’의 로널드 브라운스타인은 보도했는데 노조 간부들은 “회사들이 이런 전환을 … 더 많은 그들의 공정을 북부 주정부들의 대다수의 고임금 노조 일거리에서 남부 주정부들의 대다수의 저임금, 비노조 일거리로 한꺼번에 바꾸기 위해 이용하고 있는 것을 우려한다”고 말이다. 페인은 주장하는데, 정부 혜택으로, “우리 납세자의 수천억 달러가 … 이것에 자금을 대는 것을 돕고 있고, 그런 계산에서 노동자들이 뒤에 계속해서 머무를 수 없다”고 말이다. 유에이더블유는 배터리 공장의 노조 조직을 의무화하도록 활동하는데 공장 노동자들의 투표 없이 말이다.

## 반응

### 정치인

#### 민주당
9월 15일에, 파업이 시작한 다음날에, 유에이더블유는 디트로이트의 헌팅턴 플레이스 밖에서 집회를 열었는데, 그곳은 그때 '북미 국제 자동차 쇼'를 진행 중이었다. 집회는 다음의 사람들의 발언을 포함했는데 미시건 주지사 그레천 위트머, 부주지사 갈린 길크리스트, 그리고 조셀린 벤슨 주무장관, 또한 미연방 상원의원 버니 샌더즈였다. 샌더즈는 포드, 제너럴 모터즈, 그리고 스텔란티스의 최고경영자들에게 요구했는데 일일이 이름을 부르며, “[그들의] 탐욕을 멈추”라고 말이다. 디트로이트 지역의 민주당 의원들은, 데비 딩겔, 헤일리 스티븐즈, 쉬리 타네다르, 그리고 라시다 탈리브를 포함한 그들은, 파업에 대해 지지를 나타내며, 또한 참석했다.

파업은 조 바이든 대통령의 전기차로의 정책 추진에 위험이 되는데; 바이든은 재선에 도전하고 있다. 바이든의 자동차 산업 보좌관 진 스펄링은 말했는데, 그가 전기차에 계속해서 집중하지만, 바이든은 노조원들을 위한 “공정한 전환”을 보장할 것이라고 말이다. 파업 당일에, 바이든은 개선을 요구했는데 “기록적인 회사 수익”에 맞는 “기록적인 협약”으로의 개선 말이다. 2023년 9월 26일에, 바이든은 미시간 밴 뷰런 타운십의 제너럴 모터즈 창고의 선전활동에 참여했고, 파업 노동자들을 지지하는 발언을 했는데; 그 참석은 그를 선전활동에 결합하는 최초의 현직 미연방 대통령으로 만들었다.

파업하는 동안에, 많은 다른 민주당 정치인들이 파업 노동자에 대한 그들의 지지를 표명해왔다. 많은 사람들이 참여 중인 공장들의 선전활동에 참여했는데; 그들 중에는 다음의 사람들이 있었다, 미연방 상원의원 개리 피터즈, 셰러드 브라운, 밥 케이시 주니어, 딕 더빈, 태미 덕워스, 그리고 존 페터먼; 미연방 하원의원 코리 부시, 알렉산드리아 오카시오-코르테즈, 모건 맥가비, 그리고 엘리사 슬로트킨; 켄터키 주지사 앤디 베쉬어 그리고 부주지사 재클린 콜먼; 시카고 시장 브랜든 존슨; 그리고 루이즈빌 시장 크레익 그린벅이다.

#### 공화당
전 대통령 도널드 트럼프는 공식적으로 파업을 지지하지 않았는데, 대신에 유에이더블유 지도부를 그리고 바이든 행정부의 전기차 정책을 비판했는데 “환경 정책을 옹호하는 노조에 의해 유에이더블유 노동자들이 위험에 빠져있다”고 말하면서 말이다. 유에이더블유에 대한 대부분의 그의 비판은 트럼프를 비판하는 페인에 의한 발언에 집중했는데; 그는 그 다음에 그의 선거 본부를 지지하도록 페인과 유에이더블유에 요구했다.

9월 18일에, 트럼프의 선거 본부는 발표했는데 9월 27일 저녁에 디트로이트의 파업 중인 자동차 노동자들에게 방송 연설을 그가 할 것이라고 했는데, 캘리포니아에서의 2차 공화당 대통령 토론회와 같은 날 밤에 말이다. 그 발언은 토론회 한 시간 전에 이루어졌는데, 디트로이트 외곽인 클린턴 타운십의 노조가 없는 ‘드레이크 엔터프라이즈’ 자동차 부품 공장에서 말이다. 발언에서, 트럼프는 “미국 자동차 제조를 살려왔다”고 주장했고, 바이든에 대한 그의 비판을 계속했는데, “노조를 파괴한다”고 그리고 “미국 일자리를 해외로 빼돌린다”고 그를 비판하면서, 미연방 공장에서의 수입차 증가로 그리고 대량 해고로 이어지는, 자동차 회사들에 대한 피해로 그의 정부의 전기차 장려 정책이 이어질 것이라고 주장하면서 말이다. 그는 파업과 협상의 중요성을 무시했는데, 비록 그가 자동차 노동자들이 더 많은 임금을 받도록 요구했지만 말이다. 400에서 500명의 트럼프 지지자들이 참여한 것으로 알려졌는데; 하지만, 얼마나 많은 사람들이 파업 중인 유에이더블유 조합원들인지는, 명확하지 않았다.

미시간 공화당 대표인, 크리스티나 카라모는, 유에이더블유를 그들의 민주당 후보들에 대한 지지에 대해 마찬가지로 비판했는데, 그 후보들을 미연방 경제를 망친다고 그녀는 비판했다.

미연방 상원의원 팀 스콧은 ‘항공 교통 통제 전문가 단체’에 의해 조직된 1981년 파업과 유에이더블유 파업을 비교했고 다음과 같이 말하며, 로널드 레이건 전 대통령의 정책을 옹호했다: “당신이 파업하면, 당신은 해고당한다고 그는 말했다. 나에게 명확한 생각[이다]”. 페인은 이후에 국가노사관계위원회에 스콧에 대한 진정을 했는데 선거 본부 직원의 사용자로서, 그의 발언은 그의 노동자들의 파업할 권리에 반하는 협박을 내비쳤다는 그리고 국가노사관계법을 위반했다는 생각에서 말이다.

미연방 상원의원 조시 홀리는, 이제까지, 파업 중에 선전 활동에 참여해온 유일한 공화당 의원인데, 웬츠빌 공장에 참여하면서 말이다.

### 자동차 회사들
포드 최고경영자 짐 팔리는 주장했는데 만약에 유에이더블유 제안이 2019년 이후로 적용되었다면, 포드는 파산했을 것이라고 말이다. 대답으로, 페인은 말했다 “차 한 대에 대한 노동비용은 5퍼센트이다 … 그들은 우리의 임금을 두 배로 늘리고 가격을 올리지 않을 수도 있다 … 그리고 그들은 여전히 수십억 달러를 벌지도 모른다. 그들의 입 밖으로 나오는 다른 모든 것처럼 그것은 거짓말이다.”

### 다른 것들
한 사설에서, 2008년 금융위기에 따른 지엠과 크라이슬러에 대한 정부의 구조조정 때 버락 오바마의 ‘자동차 산업 대통령 특별 작업반’으로 일했던, 스티븐 래트너는 말했는데 자동차 노동자들이 임금 인상을 받아야한다고 그가 느끼지만, 전체 경제 성장에 비해 정체되어온 적은 중간 이윤을 내는 산업계로부터 너무 많이 그들이 요구하고 있다고 말이다.
1. ↑  Whalen, Jeanne (2023년 9월 14일). “What are the UAW strike demands? Here are the issues amid negotiations”. 《The Washington Post》. 2023년 9월 15일에 원본 문서에서 보존된 문서. 2023년 9월 14일에 확인함.
2. ↑  Shepardson, David (2023년 9월 14일). “UAW nears strike at Detroit Three as Ford blasts union”. 《Reuters》. 2023년 9월 14일에 원본 문서에서 보존된 문서. 2023년 9월 15일에 확인함.